# Корморе
Корморе (нем. Cormoret) — коммуна в Швейцарии, в кантоне Берн.
Входит в состав округа Куртелари. Население составляет 514 человек (на 31 декабря 2006 года). Официальный код — 0432.

## География
Площадь муниципалитета 13, 48 км2. Из них 7,31 км2 или 54,2 % используется в сельскохозяйственных целях, 5,7 км2 или 42,3 % покрыто лесом.
Из застроенной территории жилье и здания составляли 1,4 %, транспортная инфраструктура 1,7 %. Из покрытых лесом земель 36,8 % общей площади покрыто густыми лесами, а 5,5 % покрыто фруктовыми садами или небольшими группами деревьев. Из сельскохозяйственных угодий 8,5 % используется для выращивания сельскохозяйственных культур, 9,6 % — для пастбищ и 36,0 % — для альпийских пастбищ.
0,45 км2 или 3,3 % — это застройка (здания или дороги), 0,03 км2 или 0,2 % — реки или озера, и 0,02 км2 (4,9 или 0,1 % — непродуктивные земли.
Вся вода в муниципалитете проточная.

## Население
Историческая численность населения:

## Транспорт
В муниципалитете есть железнодорожная станция Корморе. Она расположена на линии Биль — Ла-Шо-де-Фон и имеет ежечасное сообщение с обоими городами.